# نرمه‌نای
نَرمه‌نای سازی محلی و متعلق به نواحی کردنشین است. این ساز در ایران در غرب و شمال غربی ایران نواخته می‌شود.
نرمه‌نای دارای نی مخصوص کوچکی است که قمیش خوانده می‌شود و معمولاً دارای ۹ تا ۱۴ سانتی‌متر درازا است. نی کوچک یا قمیش به‌ وسیله بست چوبی انعطاف‌پذیری که در طول نی متحرک است احاطه شده‌ و بر روی آن می‌لغزد. این بست برای کوک کردن نرمه‌نای است، زیرا همین بست باز و بسته کردن دهانه نی را کنترل می‌کند. این نی به وفور در اطراف رود ارس و در نیزارهای کرمانشاه و ایلام می‌روید.